# Стара цюрихська війна
Стара цюрихська війна (нім. Alter Zürichkrieg) — конфлікт між Цюрихом та сімома іншими кантонами Швейцарської конфедерації між 1440 та 1446 роками. Причини війни пов'язані з успадкуванням графства Тоггенбург після смерті у 1436 році останнього графа Фрідріха VII фон Тоггенбурга та союзом між Цюрихом і Габсбургами. Мир був відновлений між 1446 і 1450 роками, коли Айнзідельнський мир офіційно завершив конфлікт.

## Перебіг
Цюрих прагнув розширюватися та дивився на схід, конкуруючи зі Швіцом.

### Початок бойових дій
30 квітня 1436 року граф Фрідріх VII фон Тоггенбург помер, не залишивши письмового заповіту. Кантон Цюрих на чолі з бургомістром Рудольфом Штюссі претендував на територію Тоггенбурга, що простягалася на схід від Цюриха від Тургау до Гларуса. Кантони Швіц і Гларус, підтримані іншими союзниками по конфедерації, наслідували його приклад. У 1438 році Цюрих анексував жадану територію та заблокував постачання зерна двом іншим претендентам. У 1440 році Цюрих був виключений з конфедерації; проти нього оголошена війна. Намагаючись переломити ситуацію, мешканці Цюриха уклали союз із Фрідріхом III, імператором Священної Римської імперії з дому Габсбургів.

### Битви
22 липня 1443 року війська Цюриха зазнали поразки в битві при Санкт-Якобі-ан-дер-Зілі, а мер Цюриха Рудольф Штюссі загинув. Околиці Цюриха були спустошені, а Рапперсвіль зазнав невдалої облоги. Однак було досягнуто перемир'я, яке тривало з серпня 1443 по квітень 1444 року.
Фрідріх III попросив Карла VII напасти на конфедератів. Король Франції відправив близько 30 000 арманьякських найманців під командуванням дофіна через Базель до Цюриха. У битві під Бірсом біля Базеля 26 серпня 1444 року контингент з 1600 швейцарців зазнав важких втрат, але завдав ще більшої шкоди французьким рядам, які нарахували 2000 загиблих. Дофін вирішив вивести війська зі Швейцарії.
У травні 1444 року конфедерати взяли в облогу місто Грайфензее (на той час під владою Цюриха) і стратили близько шістдесяти солдатів, які охороняли цитадель. Жорстокість різанини у Грайфензее мала наслідки далеко за межами кантону.

### Завершення війни
У березні 1446 року, після битви під Рагацом, супротивні сторони, виснажені громадянською війною, уклали попередній мир. Рапперсвіль і Цюрих витримали атаки. Перемир'я уклали 12 червня 1446 року. Конфедерація не змогла підкорити жодного цюрихського поселення, крім Грайфензее. 13 липня 1450 року підписали Айнзідельнський мир. Цюрих повернув майже всі свої володіння і знову приєднався до конфедерації, але натомість мусив розірвати союз із Австрією.
Війна призвела до зміцнення Швейцарської конфедерації як політичного об'єднання, що більше не терпітиме сепаратистських тенденцій від будь-кого з її членів. За словами історика Томаса Майссена, «Конфедерація стала ексклюзивним і фіксованим альянсом лише після Старої цюрихської війни у 1450 році».